# 그라운드 포스 원

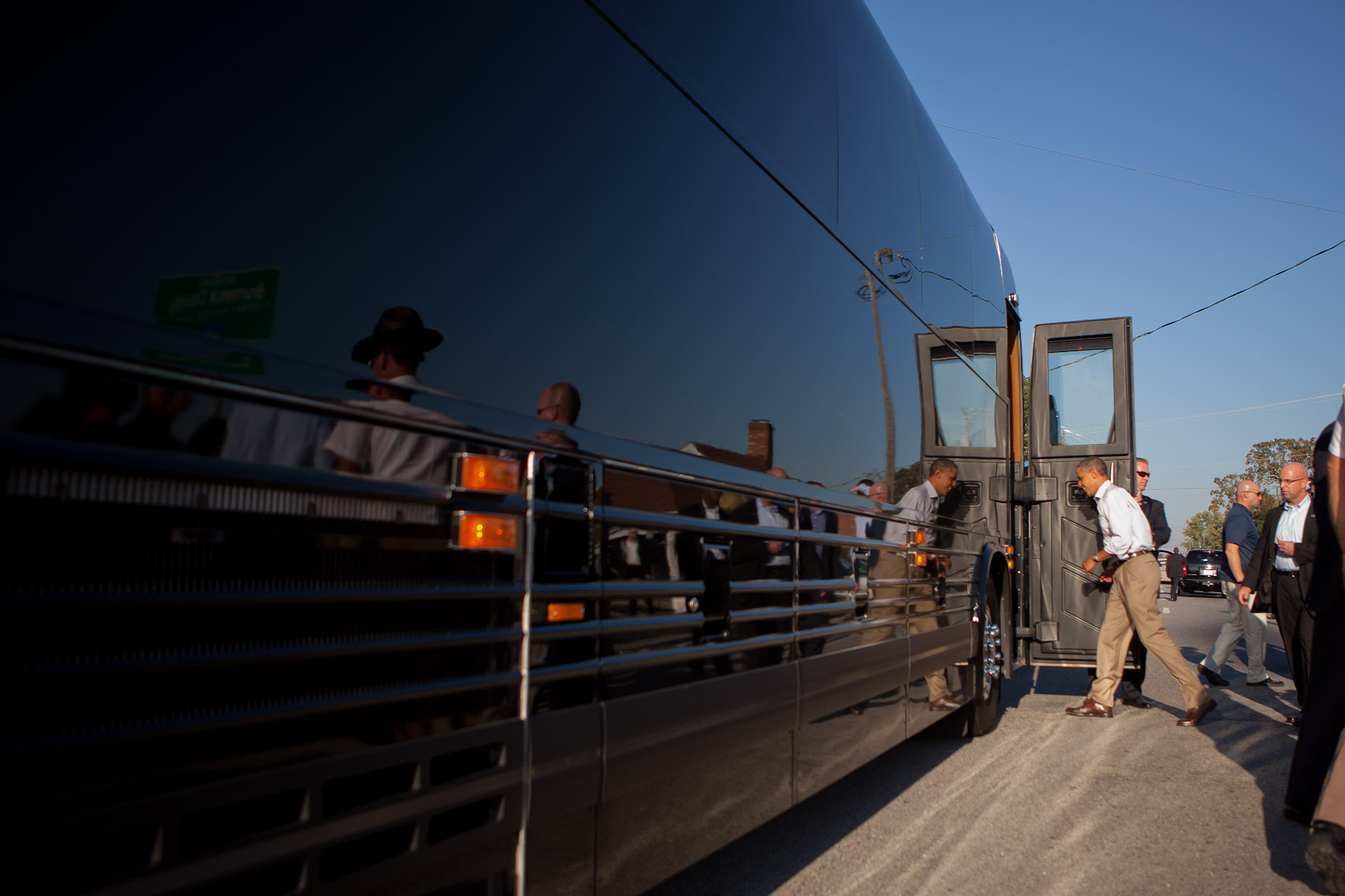
오바마 대통령이 2011년에 해당 버스에 탑승하는 모습.

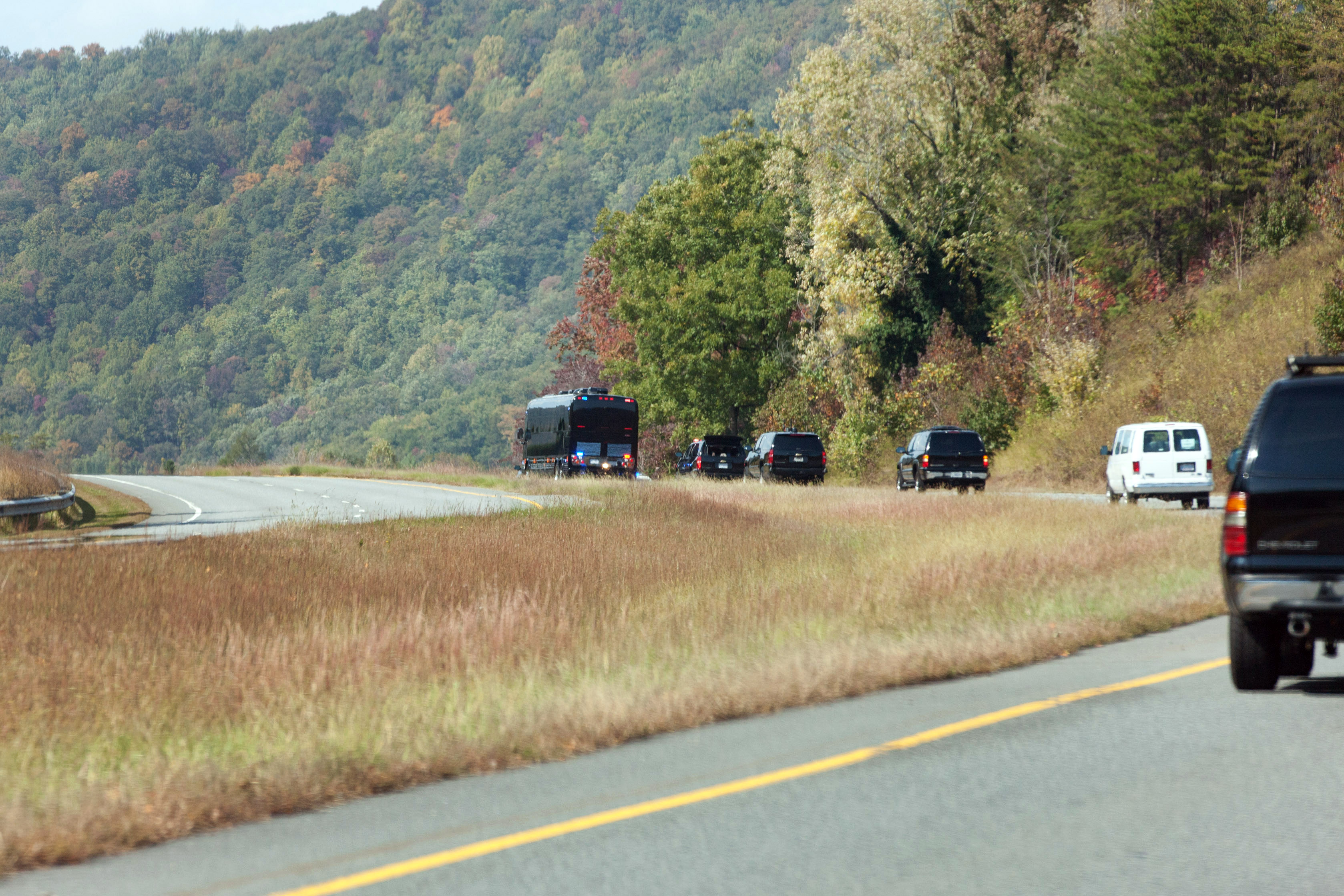
그라운드포스원이 2011년에 대통령의 이동행렬을 이끌는 모습.

그라운드 포스 원(Ground Force One)은 미국 대통령과 미국의 다른 고위 인사들을 수송하는 데 사용되는 검은색 장갑 버스의 비공식 코드 명이다.
미국의 비밀경호국은 이전에 대통령이 이동할 때 버스가 필요하다면, 임대 버스를 사용했고, 필요한 경우 보안 통신을 위해 개조했었다. 하지만, 2011년 8월, 비밀 경호국은 2012년 미국의 대통령 선거를 앞두고 향한 선거유세에서 버락 오바마가 이 버스를 처음으로 사용하면서 비밀경호국이 경호를 위해, 임대버스가 아닌 새로운 버스를 도입했다는 것을 알리게 되었다. 이버스는 X3-45 VIP 3 축 쉘 모델로, 캐나다 퀘벡에 본사를 둔 전문 회사 인 Prevost Car가 설계 한 다음 테네시주 내슈빌에 있는 Hemphill Brothers Coach Company에서 505 제곱피트 (46.9 m2)를 제공하도록 설계되었다. 전면 및 후면에 깜박이는 싸이랜이 장착되어있다. 또한 비밀경호국은 해당 차량에 보안 통신 및 기타 특수 장비를 장착하기도 해, 두 대의 버스는 각각 110 만 달러의 비용이 들었다. 뿐만 아니라, 가끔은 또 다른 미국의 주요 인사들의 경호에 사용되기도 했다.
해당버스들은, 대통령 경호차량의 종류 중 하나로 단색으로 칠해져 있다. 또한 해당 버스들 중 한대는 공화당 대선 후보 인 밋 롬니가 2012년 대통령 선거를 앞두고 캠페인을 진행하는 동안 사용하기도 하였으며, 그 이후 미국의 또 다른 고위 인사를 경호하기 위한 목적으로 배치되기도 하였다.

## 같이 보기
- 대통령 전용차량 (미국)
- 에어 포스 원
- 국가원수 의전차
- 미국 대통령의 이동수단